# Tour de Pologne 1989
46. edycja wyścigu kolarskiego Tour de Pologne odbyła się w dniach 23–31 lipca 1989. Rywalizację rozpoczęło 126 kolarzy, a ukończyło 96. Łączna długość wyścigu – 1273 km.
Pierwsze miejsce w klasyfikacji generalnej zajął niespodziewanie Marek Wrona (JZS Jelcz), drugie Sławomir Krawczyk (Legia), a trzecie Robert Krzyżostaniak (Górnik Polkowice).
W wyścigu po raz ostatni lider nosił koszulkę z napisem „Dziennik Ludowy”, a głównym szefem organizacyjnym przestał być red. Wojciech Szkiela. Wystartowało osiem zagranicznych drużyn, w większości bardzo słabych. W polskim kolarstwie rozpoczęto przygotowania do utworzenia pierwszej zawodowej grupy (absencja w wyścigu Mierzejewskiego), brakowało na starcie również członków polskiej drużyny olimpijskiej „szosowców”, która przygotowywała się do mistrzostw świata w Chambery. Sędzią głównym wyścigu był Krzysztof Wicha.

## Etapy
| Etap     | Data     | Start - meta                   | Długość (km)            | Typ         | Zwycięzca etapu | Lider           |
| prolog   | 23 lipca | Lublin                         | 5,0                     | płaski      | Jan Magosz      | Jan Magosz      |
| I etap   | 24 lipca | Lublin – Biała Podlaska        | 153                     | płaski      | Jacek Bodyk     | Marek Wrona     |
| II etap  | 25 lipca | Biała Podlaska - Białystok     | 160                     | płaski      | Jacek Bodyk     | Jacek Bodyk     |
| III etap | 26 lipca | Białystok – Olsztyn            | 198                     | pagórkowaty | Zbigniew Spruch | Zbigniew Spruch |
| IV etap  | 27 lipca | Olsztyn - Toruń                | 173                     | płaski      | Czesław Rajch   | Zbigniew Spruch |
| V etap   | 28 lipca | Toruń - Piła                   | 175                     | płaski      | Zbigniew Spruch | Zbigniew Spruch |
| VI etap  | 29 lipca | Piła - Szczecin                | 197                     | płaski      | Frank Augustin  | Zbigniew Spruch |
| VII etap | 30 lipca | Szczecin - Gorzów Wielkopolski | 182                     | płaski      | Andrzej Jaskuła | Zbigniew Spruch |
| VII etap | 31 lipca | Barlinek - Gorzów Wielkopolski | 30 (jazda ind. na czas) | płaski      | Marek Wrona     | Marek Wrona     |

## Końcowa klasyfikacja generalna

### Klasyfikacja indywidualna
| Poz. | Zawodnik             | Kraj     | Zespół                | Czas (średnia km/h)       |
| ---- | -------------------- | -------- | --------------------- | ------------------------- |
| 1.   | Marek Wrona          | Polska   | JZS Jelcz             | 29h 49' 24" (41,980 km/h) |
| 2.   | Sławomir Krawczyk    | Polska   | Legia                 | +00' 13"                  |
| 3.   | Robert Krzyżostaniak | Polska   | Górnik Polkowice      | +00' 34"                  |
| 4.   | Andrzej Maćkowski    | Polska   | Dolmel Wrocław        | +00' 57"                  |
| 5.   | Cezary Zamana        | Polska   | Krupiński Suszec      | +00' 58"                  |
| 6.   | Zbigniew Spruch      | Polska   | LZS                   | +01' 53"                  |
| 7.   | Andrzej Liwiński     | Polska   | Ziemia Kalisko-Łódzka | +02' 38"                  |
| 8.   | Szczepan Gurdała     | Polska   | Legia                 | +02' 41"                  |
| 9.   | Janusz Domin         | Polska   | LZS                   | +03' 13"                  |
| 10.  | Dennis Huenders      | Holandia | Holandia              | +03' 41"                  |

### Klasyfikacja drużynowa
| 1. | Legia            | 461 pkt |
| 2. | LZS              | 481 pkt |
| 3. | Dolmel Wrocław   | 485 pkt |
| 4. | Górnik Polkowice | 567 pkt |
| 5. | Chrobry Głogów   | 645 pkt |

### Klasyfikacja najaktywniejszych
| 1. | Cezary Zamana     | Polska | 19 pkt |
| 2. | Marian Gołdyn     | Polska | 15 pkt |
| 3. | Jacek Bodyk       | Polska | 15 pkt |
| 4. | Andrzej Maćkowski | Polska | 12 pkt |
| 5. | Jacek Dąbrowski   | Polska | 11 pkt |

### Klasyfikacja punktowa
(od 2005 roku koszulka granatowa)
| 1. | Sławomir Krawczyk    | Polska   | 141 pkt |
| 2. | Grzegorz Gronkiewicz | Polska   | 141 pkt |
| 3. | Zbigniew Spruch      | Polska   | 151 pkt |
| 4. | Dennis Huenders      | Holandia | 159 pkt |
| 5. | Andrzej Maćkowski    | Polska   | 160 pkt |